# Aulacus dispilis
Aulacus dispilis är en stekelart som beskrevs av Henry Keith Townes, Jr. 1950. Aulacus dispilis ingår i släktet Aulacus och familjen vedlarvsteklar. Inga underarter finns listade.